# Jan Antoon De Jonghe
Jan Antoon De Jonghe (Lokeren, 5 oktober 1797 - Brugge, 2 september 1861) was een Belgisch leraar, historicus en schrijver.

## Levensloop
De Jonghe was een zoon van banketbakker Jacob de Jonghe en van Isabelle Van Linden. Hij trouwde met Anne-Marie Loncin (1806-1864). Ze hadden minstens zeven kinderen.
Hij studeerde vanaf 1807 in het Klein seminarie in Gent. Toen deze school gesloten werd keerde hij naar een middelbare school terug in Lokeren. De retorica doorliep hij in Tielt. Vervolgens trok hij naar de Rijksuniversiteit Leuven en promoveerde in 1823 tot doctor in de wijsbegeerte en letteren.
Tot in 1820 werkte hij ook in de banketbakkerij van zijn vader. Hij werd vervolgens leraar:
- in de twee hoogste klassen van de middelbare school in Diest (1823-1828);
- aan het atheneum in Brugge en aan de Geneeskundige school in deze stad (1828-1851);
- korte tijd aan de normaalschool in Luik (1851);
- directeur van de middelbare school in Lier (1853-1858).

In 1858 nam hij ontslag en sleet zijn laatste jaren in Brugge.
De Jonghe werd lid van enkele geleerde verenigingen:
- De Tael is gansch het Volk, Gent, waarvan hij secretaris was,
- de Academie van schone kunsten en wetenschappen, Den Haag,
- de Maatschappij der Nederlandse letterkunde, Leiden.

Hij was een voorvechter van correct Nederlands, publiceerde hierover en gaf ook lezingen over het nationaal belang van het Vlaams onderwijs.
Hij correspondeerde met onder meer Jan Frans Willems en Ferdinand Snellaert. In Brugge kende hij leden uit de plaatselijke intelligentsia, zoals Charles Carton, Charles-Joseph de Croeser, enz. Hij leidde de redactie van de tijdschriften Waerheid en Licht (Lier, 1857-1860) en Handelingen van het Nederlandsch Congres. In Brugge behoorde hij tot de redactie van De Vlaamsche Biekorf (1842). Van 1846 tot 1848 gaf hij in Brugge het weekblad De Nijverheid uit. In deze stad stichtte hij de vereniging Burgerwelzijn, een van de Vlaamsgezinde volksmaatschappijen uit die tijd. Hij was ook lid van de letterkundige vereniging Kunst en Eendracht.

## Despars
De Jonghe werd bevriend met Charles-Joseph de Croeser en kreeg de mogelijkheid om zich in diens bibliotheek en archieven te verdiepen. Hij maakte er kennis met de uitgebreide kronieken die in de zestiende eeuw werden geschreven door Nicolaas Despars, lid van een familie waaruit De Croeser stamde. De Jonghe nam het initiatief om in drie volumes die kronieken uit te geven.
Hij maakte ook kennis bij De Croeser met wat later bekend werd als het Gruuthuse-handschrift. Hij signaleerde het bestaan van de bundel aan kanunnik Charles Carton, die zorgde voor een eerste uitgave van deze uitzonderlijke teksten.

## De Nijverheid
Vier weken nadat Herreboudt in 1846 de Gazette van Brugge had overgenomen, verscheen het eerste nummer van De Nijverheid, wat wellicht niet toevallig was.
De Jonghe publiceerde een programma dat in grote mate een duplicaat was van dat van Herreboudt: "betrachting van staetkundige rust; belangstelling in maetschappelyk order en burgerlijke eendracht; toelichting in nyverheid, handel, landbouw, letteren en wetenschappen…".
In 1847 kwam tussen de twee concurrenten een vijandige houding tot uiting. De Jonghe opende de vijandelijkheden door aan de Gazette te verwijten dat ze artikels zou hebben overgenomen zonder bronvermelding. Het antwoord van Herreboudt was heftig: "lage uitvallen van dien eigenaardigen man – niets anders dan vuyge en lage afjonstigheid", schreef hij.
Enkele maanden later verweet de Gazette aan Monsieur van de Nijverheid dat hij onvoldoende Vlaamsgezind was en ook niet meer liberaal. De polemiek vond plaats in het kader van de tegenstellingen tussen klerikalen en liberalen binnen de Vlaamse Beweging.
De polemiek ebde weg en tijdens de laatste maanden van het bestaan van De Nijverheid lieten beide uitgevers elkaar met rust. Kort daarop verliet De Jonghe Brugge voor Luik en daarna voor Lier.
De Jonghe speelde ook een rol in de spellingsstrijd die toen woedde tussen de aanhangers van de 'Hollandse' Siegenbeekspelling en de 'Vlaamse' Des-Rochesspelling. Hoewel hij in 1836 mee de Westvlaemsche Maetschappy ter bevoordering der Vlaemsche Tael- en Letterkunde had gesticht, die partij trok voor de Des-Rochesspelling, verdedigde De Jonghe, wellicht onder de invloed van Jan-Frans Willems, de Siegenbeekspelling.

## Publicaties
- De toonkunst, lierzang, 1821
- Waterloo, drie zangen, 1821.
- De vaderlijke toorn, toneel, 1828.
- Een woord over het Vlaemsch, 1831.
- Iets over volksbeschaving en een woord over de Vlaemsche tael , 1835.
- De leeuw van Waterloo', 1840.
- Cronycke van den lande ende graefschap van Vlaenderen, door jonkheer Nicolaas Despars, met aanteekeningen, 3 delen, 1840-1842.
- De leerstoel voor talen en wetenschappen, 1840.
- De Vlaemsche Biekorf, 1842.
- Onze letterkunde, 1842.
- Handboek voor Nederduitsche taal- en letterkunde, 1847.
- Latijnsche leerwijze, 1847.
- Algemeene regel in de cijferkunst, 1847.
- Een traen aan Pius IX, 1848 & 1860.
- Een Vlaemsche kreet, 1849.
- Een traen op het graf van onze koningin, 1850.
- Zalma, het afscheid, romance, 1851.
- België's onafhankelijkheid, 1853.
- Over de noodzakelijkheid dat de verstandelijke opvoeding op het zedelijke moet zijn gegrondvest, 1853.
- De meerderjarigheid van den hertog van Brabant, 1855.
- Weeklacht op onze koningin, 1858.
- De twee schilders of de bedrieger bedrogen, toneel, 1860.